# Сульфат титана(IV)
Сульфат титана(IV) — неорганическое соединение, соль металла титана и серной кислоты с формулой Ti(SO4)2, бесцветные кристаллы, гидролизуется водой.

## Получение
Сульфат титана(IV) синтезируют действием на хлорид титана(IV) оксида серы(VI) в хлористом сульфуриле:
{\displaystyle {\mathsf {TiCl_{4}+6SO_{3}\ {\xrightarrow {}}\ Ti(SO_{4})_{2}+2S_{2}O_{5}Cl_{2}}}}

## Физические свойства
Сульфат титана(IV) образует бесцветные, сильно гигроскопичные кристаллы.

## Химические свойства
- Полностью гидролизуется водой:

{\displaystyle {\mathsf {Ti(SO_{4})_{2}+H_{2}O\ {\xrightarrow {}}\ TiOSO_{4}+H_{2}SO_{4}}}}